# Matelea coriacea
Matelea coriacea är en oleanderväxtart som beskrevs av G. Morillo. Matelea coriacea ingår i släktet Matelea och familjen oleanderväxter. Inga underarter finns listade i Catalogue of Life.